# بيت الغويدي (قارة)

تعديل مصدري - تعديل

بيت الغويدي هي إحدى قرى عزلة قارة بمديرية قارة التابعة لمحافظة حجة، بلغ تعداد سكانها 221 نسمة حسب تعداد اليمن لعام 2004.